# Jarrinha
Jarrinha é o nome popular brasileiro dado á algumas espécies da Aristolochia como a Aristolochia labiata, a Aristolochia triangularis. ou a Aristolochia cymbifera.